# Câte-n lună și în stele
Câte-n lună și în stele (în portugheză Mundo Mistério) este un serial educațional de televiziune pe internet brazilian, care a avut premiera pe Netflix pe 4 august 2020. Serialul a fost creat de YouTuber-ul Felipe Castanhari, care este și prezentator.
Primul sezon conține 8 episoade care urmăresc unele dintre cele mai interesante mistere ale umanității. Printre subiectele abordate se numără disparițiile din Triunghiul Bermudelor, călătoria în timp, ciuma bubonică și posibilitatea apariției unei apocalipse zombi.

## Distribuție
- Felipe Castanhari
- Bruno Miranda ca Betinho
- Lilian Regina ca Dr. Thay
- Guilherme Briggs ca Briggs

## Episoade
| Nr. | Titlu                                                                                      | Data lansării |
| --- | ------------------------------------------------------------------------------------------ | ------------- |
| 1   | „Os Mistérios do Triângulo das Bermudas” „Triunghiul Bermudelor”                           | 4 august 2020 |
| 2   | „Os 20 milhões de mortos da Grande Peste” „Marea ciumă: 20 de milioane de victime”         | 4 august 2020 |
| 3   | „Aprendendo a viajar no tempo” „Călătoria în timp”                                         | 4 august 2020 |
| 4   | „Do lobo ao cão” „Călătoria de la lup la câine”                                            | 4 august 2020 |
| 5   | „Apocalipse zumbi. E se fosse real?” „Apocalipsa Zombi”                                    | 4 august 2020 |
| 6   | „A grande extinção” „Marea extincție”                                                      | 4 august 2020 |
| 7   | „O caminho para a superinteligência artificial” „Calea către superinteligența artificială” | 4 august 2020 |
| 8   | „Aquecimento global. Uma grande conspiração?” „Încălzirea globală: o mare conspirație?”    | 4 august 2020 |